# Polyommatus fulminans
Polyommatus fulminans är en fjärilsart som beskrevs av Grum-grshimailo 1888. Polyommatus fulminans ingår i släktet Polyommatus och familjen juvelvingar. Inga underarter finns listade i Catalogue of Life.